# Karolína Erbanová
Karolína Erbanová, née le 27 octobre 1992 à Vrchlabí, est une patineuse de vitesse tchèque. 

## Carrière
Elle connait sa première expérience internationale chez les juniors en 2009, année où elle remporte avec ses coéquipières une preuve de poursuite en Coupe du monde. Elle parvient à se qualifier pour les Jeux olympiques d'hiver de 2010, se classant notamment douzième de l'épreuve du 1 000 m. Un an plus tard, elle devient championne du monde junior toutes épreuves ainsi que sur trois distances. Au niveau senior, sa première victoire individuelle intervient en décembre 2012 lors d'un 1 000 m disputé à Harbin. Aux Jeux olympiques de 2014 à Sotchi, elle décroche deux dixièmes places sur le 500 mètres et sur le 1 000 mètres. En 2015, elle monte sur deux podiums mondiaux, d'abord sur les Championnats du monde simple distance avec une médaille de bronze sur le 1 000 mètres puis sur les Championnats du monde de sprint, remportant une autre médaille de bronze.

## Palmarès en patinage de vitesse

### Jeux olympiques d'hiver
| Épreuve / Édition   | 500 mètres                          | 1 000 mètres | 1 500 mètres | 3 000 mètres | 5 000 mètres | Mass start | Poursuite par équipes |
| JO 2010 Vancouver   | 23e                                 | 12e          | 25e          | —            | —            | —          | —                     |
| JO 2014 Sotchi      | 10e                                 | 10e          | 13e          | —            | —            | —          | —                     |
| JO 2018 Pyeongchang | Médaille de bronze, Jeux olympiques | 7e           | —            | —            | —            | —          | —                     |

Légende :
- : première place, médaille d'or
- : deuxième place, médaille d'argent
- : troisième place, médaille de bronze
- : pas d'épreuve
- — : Non disputée par le patineur
- DSQ : disqualifiée

### Championnats du monde
- Médaille de bronze sur 1 000 m aux Championnats du monde de 2015 à Heerenveen.
- Médaille de bronze aux Championnats du monde de 2015 à Astana.

### Coupe du monde
- 3e du classement 1 000 mètres en 2012-2013.
- 5 podiums dont 1 victoire.